# دوري الجنوب الشرقي لكرة اليد 2016–17
دوري الجنوب الشرقي لكرة اليد 2016–17 هو الموسم 6 من  دوري الجنوب الشرقي لكرة اليد. أقيم خلال الفترة 6 سبتمبر 2016 وحتى 9 أبريل 2017، وأشرف على تنظيمه Italian Handball Federation ‏، وكان عدد الأندية المشاركة فيه  10، وفاز فيه نادي فاردار لكرة اليد.